# Águila de San Juan

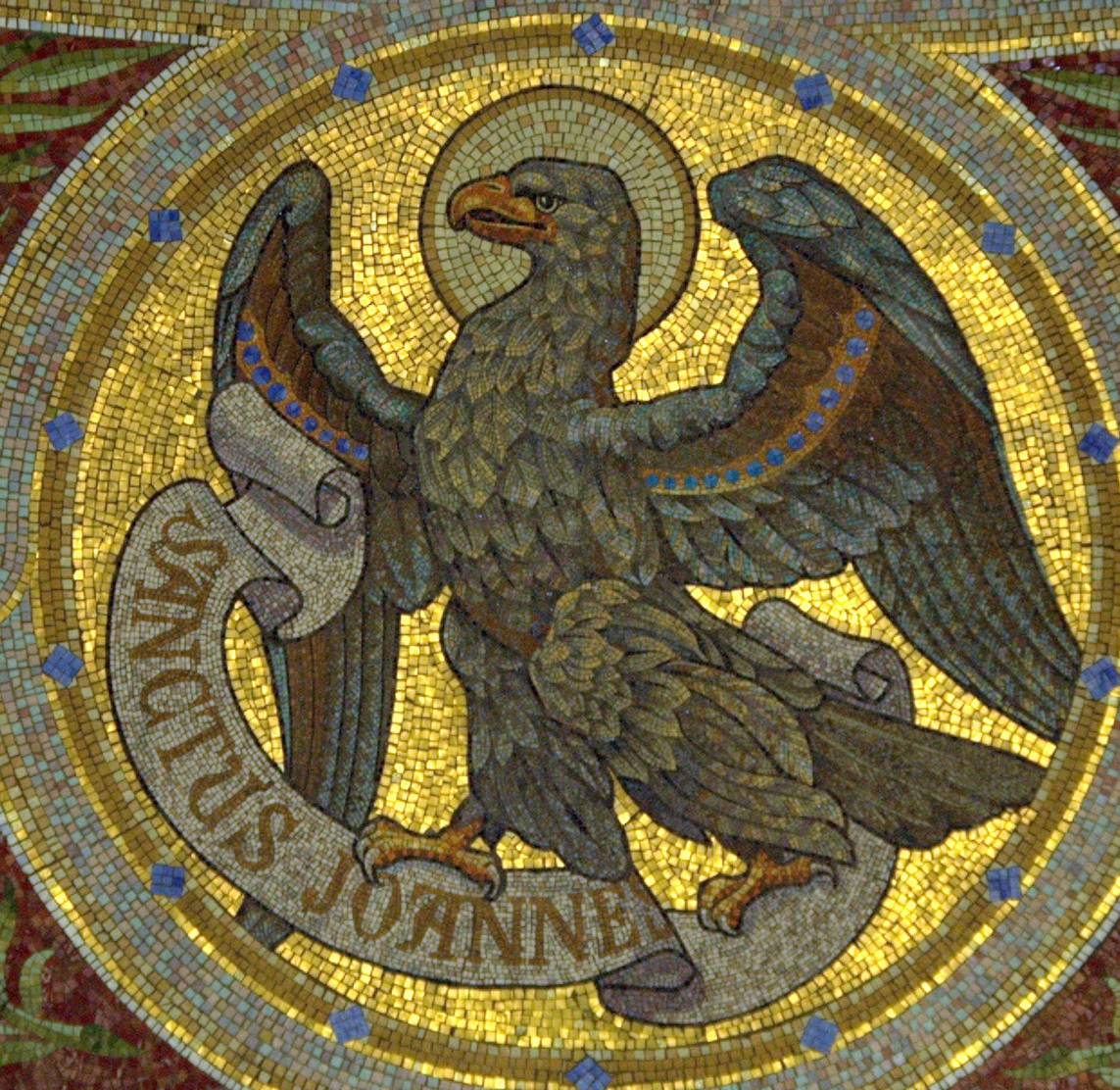
El Águila de San Juan.

El Águila de San Juan es un águila pasmada, de sable, nimbada de oro, picada y armada de gules. 
Los cuatro autores de los Evangelios (San Mateo, San Marcos, San Lucas, y San Juan) han sido representados tradicionalmente en forma de tetramorfos, siendo el águila la figura asociada a San Juan, ya que su Evangelio es el más abstracto y teológico de los cuatro.
El águila como símbolo heráldico es un símbolo  de poder y respeto, pero el águila de San Juan no debe confundirse con el águila bicéfala que aparece en los escudos empleados por los emperadores del Sacro Imperio Romano Germánico de la Casa de Habsburgo o por los usados por los zares de Rusia, que derivan del escudo de los emperadores bizantinos.
El más conocido de los diseños del Águila de San Juan es el que incorporó Isabel la Católica como soporte a su escudo personal, y más tarde integrada en el escudo de los Reyes Católicos. Lo hizo ya que tenía gran devoción al Evangelista y es anterior a su proclamación como reina. Hay un magnífico tapiz con este blasón en el salón del trono del Alcázar de Segovia.
También destacan las armas que utilizaron María I y Felipe II como monarcas de Inglaterra, el Águila de San Juan se incorporó como uno de los soportes del escudo (junto al león inglés) ya que se reunieron en este las armas de los dos esposos. Con anterioridad el Águila de San Juan ya había sido utilizada como soporte en las armas que pertenecieron a Catalina de Aragón, madre de María, como reina consorte de Inglaterra.
Después de caer en desuso en 1700, fue implementado por Francisco Franco, que lo utilizó como un símbolo de unidad y del carácter nacional-católico de su régimen, y se incluyó como soporte del Escudo de España en los modelos oficiales de 1938 y 1945, y se mantuvo, posteriormente a su fallecimiento, en el de 1977, con diferentes formas. Se inicio proceso de cambio en 1981 suprimiendose en 1985 cuando se adoptó el actual. 
En la actualidad el Águila de San Juan aparece representada en los escudos de: San Juan de la Maguana (República Dominicana), Mallersdorf-Pfaffenberg (Alemania); Valparaíso (Chile); Boyacá (Colombia); Gata y el Regimiento de Infantería "Isabel la Católica" n.º 29 (España); la Archidiócesis de Besanzón (Francia); Lima (Perú); Kisielice, el distrito y condado de Kwidzyn, el municipio y distrito de Oleśnica (Polonia), el St. John's College de la Universidad de Sídney (Australia); y el club Unión Española de Chile.

## Galería

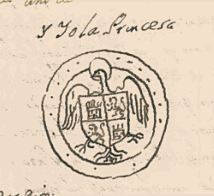
El Águila de San Juan en las armas de Isabel la Católica como princesa de Asturias.
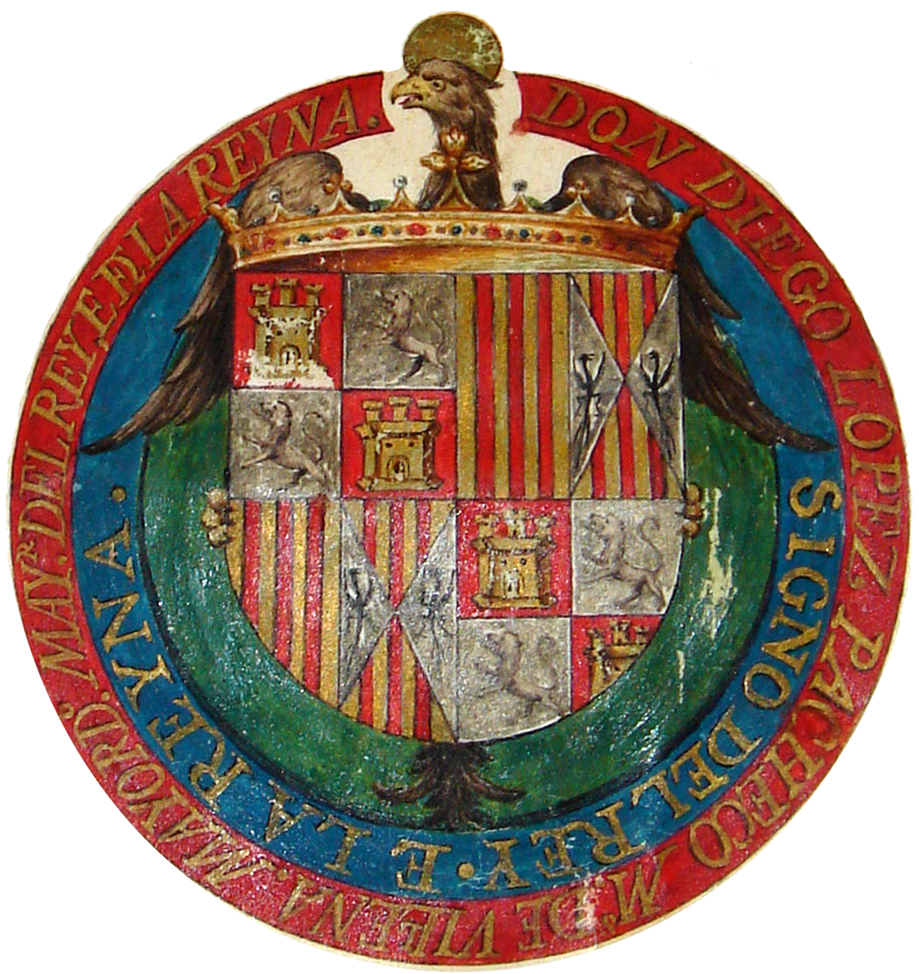
El Águila de San Juan figura en el escudo de los Reyes Católicos.
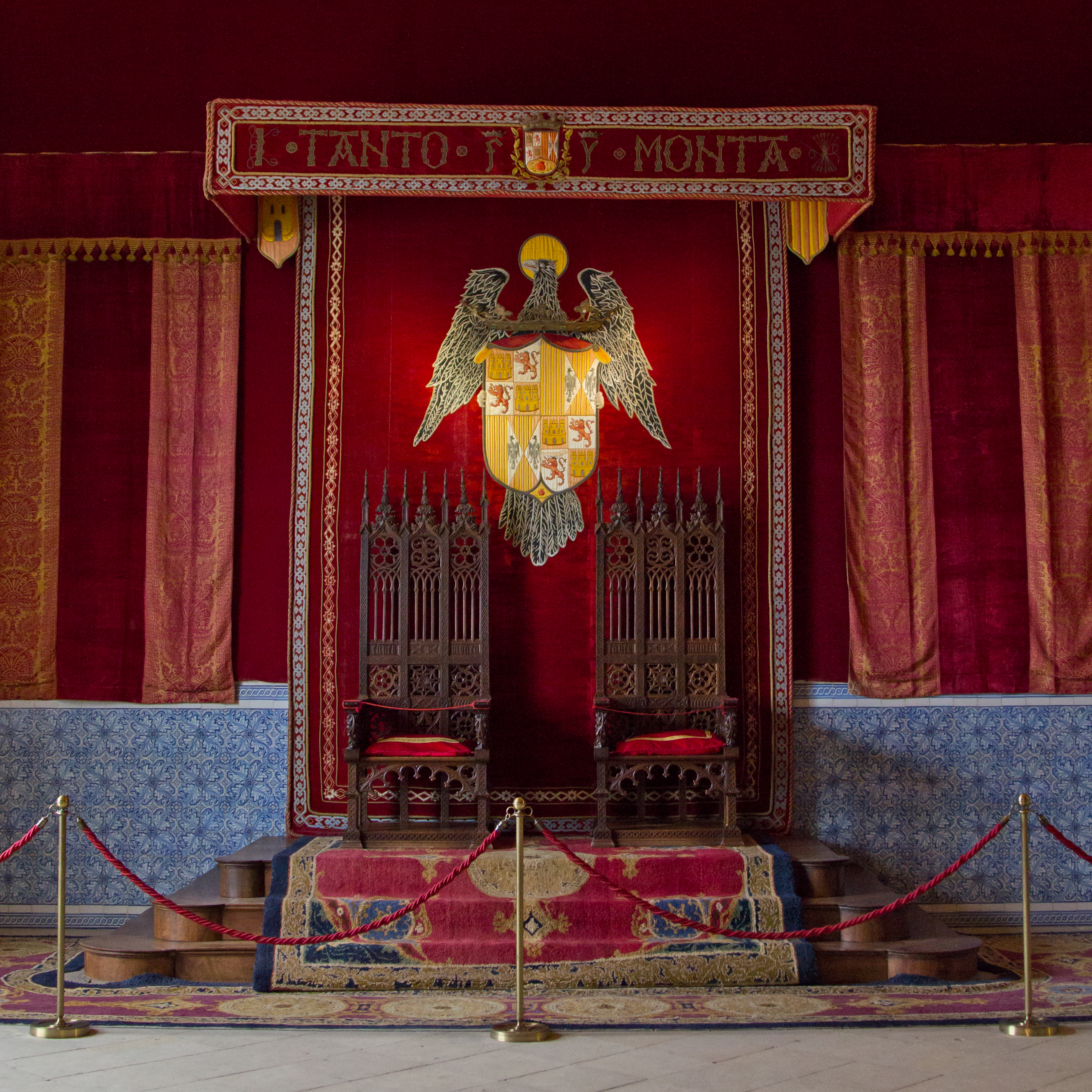
Escudo con el águila de San Juan nimbada en el salón del trono del Alcázar de Segovia.
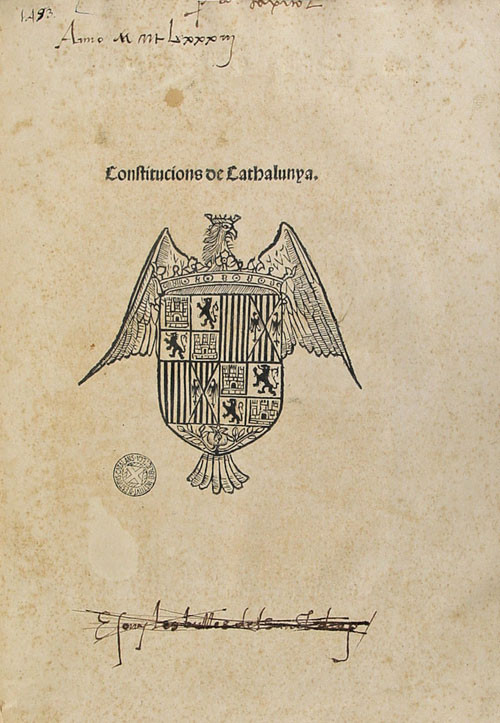
Las Constituciones de Cataluña de 1494 con el Águila de San Juan.
Escudo de Fernando el Católico como señor de Vizcaya
El Águila de San Juan y dos leones, en la versión ornamentada del Escudo de la reina Juana de Castilla
El Águila de San Juan como soporte en el Escudo de Catalina de Aragón, reina de Inglaterra.
El Águila de San Juan como soporte en el Escudo de la reina María de Inglaterra, esposa de Felipe II.
Bandera de España entre 1945 y 1977, con uno de los modelos de escudo que incluyó el Águila de San Juan.
Escudo de armas de Lima con los símbolos de los descendientes de los reyes católicos, Juana y Carlos, iniciales I y K, y dos águilas de San Juan.
Escudo de la ciudad de Valparaíso.
Escudo del departamento de Boyacá.
Escudo del Regimiento de Infantería "Isabel la Católica" n.º 29. Ejército Español